# Piperidin
Piperidin (v Hantzschově–Widmanově názvosloví azinan), také hexahydropyridin, azacyklohexan nebo pentamethylenamin, je organická sloučenina se vzorcem (CH2)5NH. Tento heterocyklický amin sestává z šestičlenného kruhu obsahujícího pět methylenových jednotek (-CH2-) a jednu skupinu -NH-. Piperidin je bezbarvá dýmavá kapalina se zápachem popisovaným jako amoniakový či pepřový. Název je právě odvozen od rodu Piper, latinsky „pepř“. Piperidin se široce používá jako stavební blok a reagens v syntéze organických sloučenin, včetně léčiv.

Strukturní vzorec
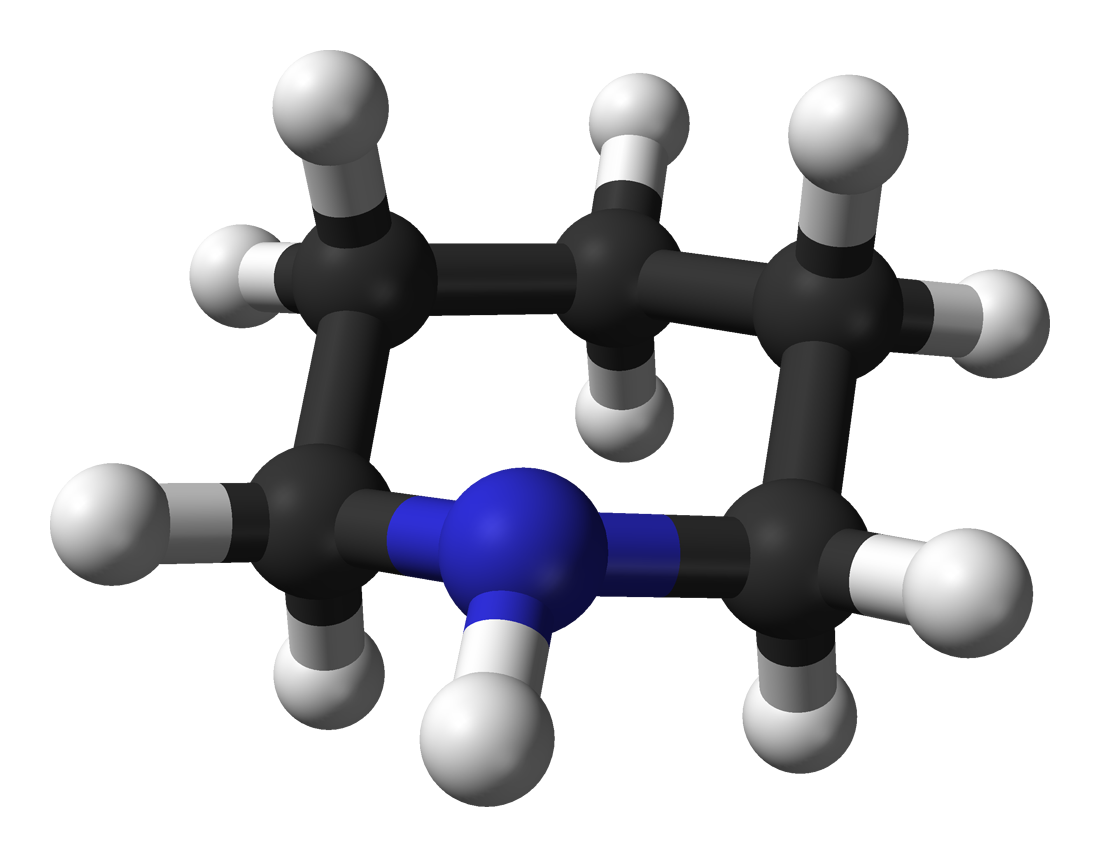
Kuličkový model molekuly
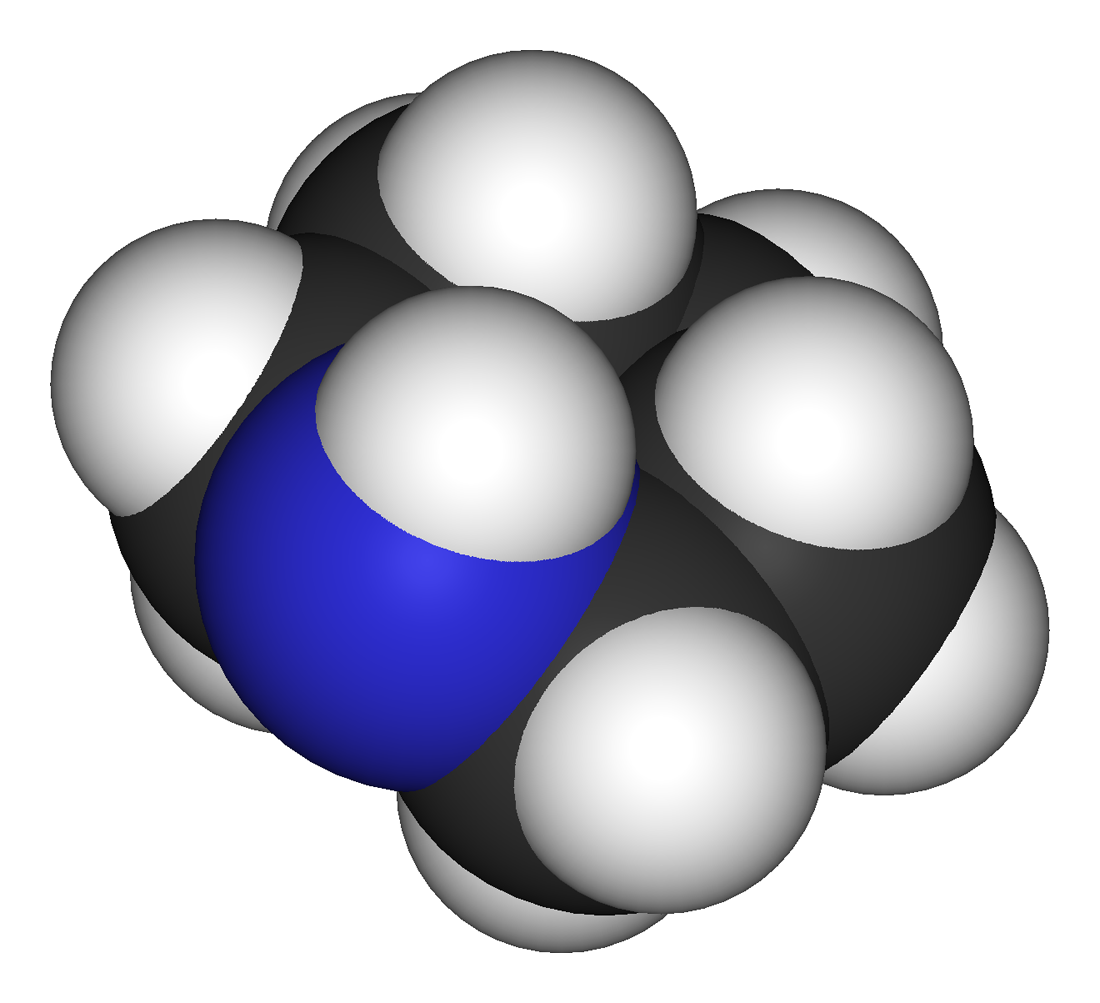
Kalotový model molekuly